# وتربی (فیلم)
وتربی (انگلیسی: Wetherby) فیلم درام به کارگردانی دیوید هر محصول ۱۹۸۵ است. این فیلم برنده خرس طلایی از جشنواره فیلم برلین شده است.

## بازیگران
- ونسا ردگریو
- ایان هولم
- جودی دنچ
- جولی ریچاردسون
- تام ویلکینسون
- استوارت ویلسون